# الدولة المرداسية
الدَّولَةُ المُردَاسِيَّةُ أو الإِمَارَةُ المُردَاسِيَّةُ هي إمارة إسلاميَّة شيعيَّة حكمها بنو مرداس تيمُنًا بِمؤسس هذه السُلالة الأمير صالح بن مرداس الشَّهير بِلقب «أسد الدولة». شكَّلت البلاد الشاميَّة لُبَّ هذه الدولة، فحكمت سوريَّة ولُبنان المُعاصرة. بدأت الإمارة تتشكَّل بُعيد هيمنة المرداسيين على حلب وقد دانت لهُم مقادير المُلك في بالس ومنبج والرقة والرحبة ثم حمص وصيدا وبعلبك وطرابلس؛ ولعبت الدولة المرداسيَّة دورًا هامًا في توازُن القُوى الكُبرى في زمانها.
أول أمرائها صالح بن مرداس وهو مؤسسها على أنقاض الدولة الحمدانية 414-472هـ/1032-1079م، وقال عنه ابن شداد في كتابه «الأعلاق الخطيرة»: أن صالح بن مرداس ملك حصن ابن عكار سنة 416 هـ كما قال ابن العديم، في «زبدة الحلب»، أنه في سنة 416 هـ ملك صالح حمص وبعلبك وحصن ابن عكار بناحية طرابلس. وقد حاربه الفاطميون فقتل في الإقحوانة قرب بحيرة طبريا. وقد نجا ولده نصر بن صالح بن مرداس وسار إِلى حلب فملكها وكان لقب نصر المذكور شبل الدولة وبقي شبل الدولة بن صالح مالك لحلب إلى سنة 429 هـ وذلك في أيام المستنصر بالله الفاطمي صاحب مصر.
فجهزت العساكر من مصر إِلى شبل الدولة ومقدمهم أنوشتكين وكان يلقب الدزبري، فاقتتلوا مع شبل الدولة عند حماة في شعبان سنة 429 هـ فقتل شبل الدولة وملك الدزبري حلب في رمضان من السنة المذكورة وملك الشام كلها وعظم شأنه حتى توفي بحلب سنة 433 هـ.
وكان لصالح بن مرداس ولد بالرحبة يقال له: ثمال ولقبه معز الدولة فلما بلغه وفاة الدزبري سار ثمال بن صالح إِلى حلب وملكها ثـم استولى على قلعتها في صفر 434 هـ وبقي معز الدولة ثمال بن صالح مالكاً لحلب إِلى سنة 440 هـ فأرسل إليه المصريون جيشاً فهزمهم ثمال ثم أرسلوا إِليه جيشاً آخر فهزمهم ثمال أيضاً ثم صالح ثمال المصريين ونزل لهم عن حلب فأرسل المصريون رجلاً من أصحابهم يقال له الحسن بن علي بن ملهم ولقبوه مكين الدولة فتسلم حلب من ثمال بن صالح بن مرداس في سنة 449 هـ، وسار ثمال إِلى مصر وسار أخوه عطية بن صالح بن مرداس إِلى الرحبة وكان لنصر الملقب بشبل الدولة الذي قتل في حرب الدزبري ولد يقال له محمود فكاتبه أهل حلب وخرجوا عن طاعة ابن ملهم فوصل إِليهم محمود واتفق معه أهل حلب وحصروا ابن ملهم في جمادى الآخرة من 452 هـ، فجهز المصريون جيشاً لنصرة ابن ملهم فلما قاربوا حلب رحل محمود عنها هارباً وقبض ابن ملهم على جماعة من أهل حلب وأخذ أموالهم ثم سار العسكر في أثر محمود بن نصر فاقتتلوا وانتصر محمود وهزمهم فعاد إِلى حلب وحاصرها واستولى عليها وعلى القلعة في شعبان سنـة 452 هـ وأطلق ابن ملهم ومقدم الجيش وهو ناصر الدولة من ولد ناصر الدولة بن حمدان فسار إِلى مصر واستقر محمود بن شبل الدولة نصر بن صالح بن مرداس مالكاً لحلب.
ولما وصل ابن ملهم وناصر الدولة إِلى مصر وكان ثمال بن صالح بن مرداس قد سار إِلى مصر فجهزه المصريون بجيش لقتال ابن أخيه محمود بن شبل الدولة فسار ثمال بن صالح إِلى حلب وهزم محمود بن أخيه وتسلم ثمال بن صالح حلب في ربيع الأول من سنة 453 هـ ثم توفي ثمال في حلب سنة 454 هـ في ذي القعدة وأوصى بحلب لأخيه عطية الذي كان سار إِلى الرحبة.
فسار عطية بن صالح من الرحبة وملك حلب بنفس السنة وكـان محمود بن شبل الدولة لما هرب من عمه ثمال من حلب سار إِلى حران فلما مات ثمال وملك أخوه عطية حلب، جمع محمود عسكراً وسار إلى حلب فهزم عمه عطية عنها وسار عطية إِلى الرقة فملكها ثم أُخذت منه فسار عطية إِلى الروم وأقام بقسطنطينية حتى مات بها.
وملك محمود بن نصر بن صالح بن مرداس حلب في أواخر سنة 457 هـ ثم استوَلى على أرتاح وأخذها من الروم في سنة 460 هـ وقد مات محمود في ذي الحجة سنة 468 هـ في حلب. ثم ملك بعده ابنه نصر بن محمود بن نصر ثم قتله التركمان في سنة 469 هـ وملك حلب بعده أخوه سابق بن محمود وبقي مالكاً لحلب إِلى سنة 472 هـ / 1079م عندما أخذ حلب منه شرف الدولة مسلم بن قريش العقيلي صاحب الموصل وبذلك انتهى حكم المرداسيون.

## الأصل والمنشأ

شجرة عائلة المرداسيين

المرداسيون أسرة عربية من بني كلاب من قبيلة هوازن القيسية،  وكانت مساكنهم في الجاهلية حمى الربذة، في جهات المدينة المنورة وفدك والعوالي وعالية نجد، هاجر قسم منهم، واستقر على شواطئ الفرات الشامية .

## لائحة باسماء أمراء الدولة المرداسية
- صالح بن مرداس (414-419 هـ / 1024-1029م) الملقب ب(أسد الدولة) وهو مؤسسها.
- نصر بن صالح آل مرداس (419-429 هـ / 1029-1038م) ولقبه شبل الدولة.
- أنوشتكين (429-433 هـ / 1038-1042) والي دمشق ومعين من طرف الفاطميين.
- ثمال بن صالح بن مرداس (434-449 هـ / 1042-1057) أبو علوان ولقبه معز الدولة. وقد تنازل عن الحكم للفاطميون.
- مكين الدولة الحسن بن علي بن ملهم عين من طرف الفاطميون.
- محمود بن نصر بن صالح المرداسي (452-453 هـ / 1060-1061م)
- ثمال بن صالح بن مرداس مرة أخرى (453-454 هـ / 1061-1062م)
- عطية بن صالح بن مرداس (454-457 هـ / 1062-1065 (حكم الرحبة من الفترة 1071-1065))
- محمود بن نصر بن صالح المرداسي مرة أخرى (457-468 هـ / 1065-1075)
- نصر بن محمود بن نصر المرداسي (468-469 هـ / 1075-1076م)
- سابق بن محمود آخر الحكام المرداسيون (469-472 هـ / 1076-1079م)